# 让维利耶
让维利耶（法語：Janvilliers，法語發音：[ʒɑ̃vilje]）是法国马恩省的一个市镇，属于埃佩尔奈区。

## 地理
让维利耶（48°53'39"N, 3°38'54"E）面积8.74 平方千米，位于法国大東部大區马恩省，该省份为法国东北部内陆省份，北起阿登省，西北接埃纳省，西南接塞纳-马恩省，南至奥布省，东南接上马恩省，东临默兹省。
与让维利耶接壤的市镇（或旧市镇、城区）包括：马尔尼、拉沙佩勒苏索尔拜、科罗贝尔、弗罗芒蒂耶尔、勒图尔特罗斯奈、沃尚。

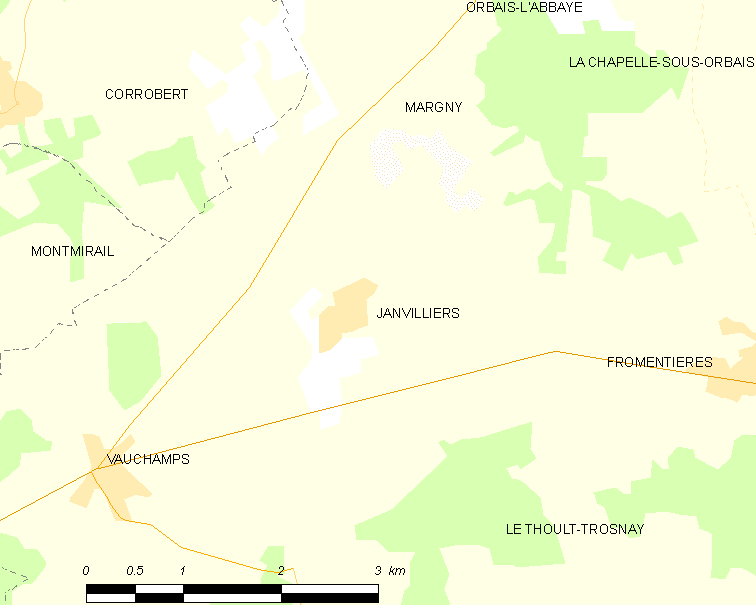
让维利耶的OSM定位图

让维利耶的时区为UTC+01:00、UTC+02:00（夏令时）。

## 行政
让维利耶的邮政编码为51210，INSEE市镇编码为51304。

## 政治
让维利耶所属的省级选区为塞扎讷-布里-香槟县。

## 人口

1962-2008年间让维利耶人口变化图示

让维利耶于2022年1月1日时的人口数量为159人。